# 東北生活文化大学
東北生活文化大学（とうほくせいかつぶんかだいがく、英語: Tohoku Seikatsu Bunka University）は、宮城県仙台市泉区虹の丘1-18-2に本部を置く日本の私立大学。1903年創立、1958年大学設置。大学の略称は生文大（せいぶんだい）、東北生文大（とうほくせいぶんだい）。

## 概要
東北生活文化大学短期大学部、および、東北生活文化大学高等学校を附設している。両者は同じ敷地内にある。
以前は仙台市清水小路（現・同市若林区清水小路。跡地は仙台市立病院を経て現在は東北学院大学五橋キャンパスとなっている）にあったが、泉区虹の丘に移転した。現在は、東日本放送があった隣接地である青葉区双葉ヶ丘もキャンパスとしている。
名前が似ているが、東北文化学園大学とは無関係。

## 沿革

### 年表
- 1900年10月 東北法律学校を創設
- 1903年10月 東北女子職業学校を創設
- 1913年9月 東三番丁より清水小路へ校舎を移転
- 1922年3月 東北法律学校を廃止
- 1926年3月 東北女子職業学校に高等師範科を設置
- 1944年4月 東北女子職業学校を東北女子実業学校に改称
- 1947年3月 三島学園女子専門学校を設置
- 1948年3月 東北女子実業学校を廃止
- 1951年
  - 2月 三島学園女子短期大学を設置
  - 3月 三島学園女子専門学校を廃止
- 1954年4月 三島学園女子短期大学に二部（夜間部）を設置
- 1955年4月 三島学園女子短期大学に専攻科を設置
- 1958年1月 三島学園女子大学（家政学部家政学科）を設置
- 1962年4月 三島学園女子短期大学に体育科を設置
- 1965年4月 三島学園女子大学家政学部に生活理学科及び生活美術学科を増設
- 1972年3月 三島学園女子大学家政学部生活理学科の学生募集を停止
- 1974年
  - 4月 三島学園女子短期大学の体育科を廃止
  - 12月 清水小路より泉市上谷刈（現:仙台市泉区虹の丘：当時丸田山校地と呼んだ）にキャンパスを移転
- 1976年
  - 3月 三島学園女子大学家政学部生活理学科、三島学園女子短期大学二部（夜間部）の学生募集を停止
- 1982年9月 三島学園女子短期大学二部（夜間部）を廃止
- 1987年4月 三島学園女子大学に男女共学制を導入、校名を東北生活文化大学と改称
- 2001年4月 三島学園女子短期大学家政科の学科名称を生活文化学科に改称
- 2002年6月 情報処理教育センターを設置
- 2003年4月 東北生活文化大学家政学部家政学科に家政学専攻と健康栄養学専攻を設置
- 2004年4月 三島学園女子短期大学を男女共学とし、校名を東北生活文化大学短期大学部に改称
- 2005年4月 東北生活文化大学短期大学部生活文化学科に生活学専攻と子ども生活専攻を設置
- 2006年4月 子育て・家庭支援センターを開設
- 2007年4月 東北生活文化大学家政学部家政学科家政学専攻を服飾文化専攻に改称
- 2013年4月 東北生活文化大学短期大学部生活文化学科「食物栄養学専攻」を設置、栄養士養成施設として認可　生活学専攻を学生募集停止  　ますみ幼稚園、ますみ保育園を短期大学部の附属施設とし、東北生活文化大学短期大学部附属ますみ幼稚園、同附属ますみ保育園に改称
- 2019年4月 東北生活文化大学に「美術学部美術表現学科」を設置
- 2022年4月 校舎に隣接していた東日本放送のあすと長町への社屋移転に伴い旧社屋の土地・建物を取得し、双葉ヶ丘キャンパスを新設[3][4]

## 教育及び研究

### 組織

#### 学部
- 家政学部
  - 家政学科
    - 服飾文化専攻
    - 健康栄養学専攻
- 美術学部
  - 美術表現学科

#### 短期大学部
- 東北生活文化大学短期大学部
  - 生活文化学科
    - 食物栄養学専攻
    - 子ども生活専攻

#### 附属機関
- 附属機関
  - 情報処理教育センター
  - 子育て・家庭支援センター
  - 顕彰館
- 図書館
  - 東北生活文化大学・東北生活文化大学短期大学部附属図書館
- 博物館・資料館
  - 三島学園資料館

## 対外関係

### 他大学との協定
- 学都仙台コンソーシアム
- 明星大学 通信教育部 - 教育業務提携で小学校教員免許を取得可能
- 放送大学学園と単位互換協定を結んでおり、放送大学で取得した単位を卒業に要する単位として認定することができる[5]

## 出身人物
- 相澤いくえ - 漫画家
- 中村シュフ - 芸人
- 佐々木壮太 - アナログ抽象絵師さん